# Nocek rudy
Nocek rudy (Myotis daubentonii) – gatunek ssaka z podrodziny nocków (Myotinae) w obrębie rodziny mroczkowatych (Vespertilionidae).

## Taksonomia
Gatunek po raz pierwszy zgodnie z zasadami nazewnictwa binominalnego opisał w 1817 roku niemiecki przyrodnik Heinrich Kuhl, nadając mu nazwę Vespertilio daubentonii. Holotyp pochodził z Hanau, w Hesji, w Niemczech.
Myotis daubentonii należy do podrodzaju Myotis i grupy gatunkowej daubentonii. Ostatnie analizy filogenetyczne pozwoliły zdefiniować klad obejmujący M. bechsteinii, M. daubentonii, M. sicarius, M. longicaudatus, M. soror i M. fratei. Autorzy Illustrated Checklist of the Mammals of the World uznają ten gatunek za monotypowy.

### Etymologia
- Myotis: gr. μυς mus, μυός muos „mysz”; ους ous, ωτος ōtos „ucho”[16].
- daubentonii: dr Louis Jean-Marie d’Aubenton lub Daubenton (1716–1800), francuski przyrodnik[17].

## Zasięg występowania
Nocek rudy występuje w większości Europy i zachodniej Azji, od Półwyspu Iberyjskiego, Wysp Brytyjskich i południowego Półwyspu Fennoskandzkiego na wschód do zachodniej Rosji (na wschód do obwodu omskiego), Kaukazu i północnej Turcji; rozproszony zasięg na obszarach śródziemnomorskich.

## Morfologia
Długość ciała (bez ogona) 45–55 mm, długość ogona 27–50 mm, długość ucha 9–14 mm, długość tylnej stopy 9–11 mm, długość przedramienia 33–42 mm; masa ciała 6–10 g. Mały nietoperz o krótkich, łagodnie zaokrąglonych uszach i krótkich, zagiętych do przodu nożowatych koziołkach. Błony skrzydłowe i uszy ciemnobrunatne, ale nasada uszu cielista. Pyszczek krótki (różowy lub cielisty). Stopy relatywnie duże, długości mniej więcej połowy długości goleni. Futro na grzbiecie szarobrązowe lub ciemnobrązowe. Brzuszna strona ciała jest biaława lub szarawa, wyraźnie kontrastująca z ciemniejszym grzbietem. Skrzydła tego nocka są krótkie i dość szerokie, o błonie skrzydłowej przyczepionej w połowie długości stopy. Rozpiętość skrzydeł 210–275 mm. Ostroga bez płatka, zajmuje co najmniej dwie trzecie długości brzegu błony ogonowej. Wzór zębowy: I {\displaystyle {\tfrac {2}{3}}} C {\displaystyle {\tfrac {1}{1}}} P {\displaystyle {\tfrac {3}{3}}} M {\displaystyle {\tfrac {3}{3}}} = 38. Kariotyp wynosi 2n = 44 i FNa = 52 (Grecja, Niemcy i Hiszpania).

## Ekologia

### Rozród
Ssak żyworodny. Gody odbywają się jesienią, kojarzenie partnerów jest prawdopodobnie losowe (promiskuityzm). Wiosną samice tworzą kolonie w kryjówkach rozrodczych. Ciąża trwa 53–55 dni, młode (jedno, rzadko dwa) rodzi się w połowie czerwca. Uzyskuje ono zdolność lotu po 3 tygodniach. Ssie mleko matki 35–45 dni. Dojrzałość płciową gatunek ten osiąga już w pierwszym roku życia. Nocek rudy żyje do 28 lat.

### Pożywienie
W pokarmie dominują owady i inne drobne bezkręgowce chwytane w locie nad zbiornikami wodnymi o gładkiej, niezaburzonej i niezarośniętej tafli. Część ofiar zbiera stopami z lustra wody, część zaś w powietrzu, zataczając ciasne, poziome kręgi na wysokości kilkunastu-kilkudziesięciu centymetrów nad wodą. Wśród zjadanych owadów dominują drobne muchówki z rodziny ochotkowatych, zarówno postacie dorosłe jak i poczwarki. Nocek rudy chwyta również chruściki, sporadycznie może również łowić małe rybki. Wylatuje na żerowiska dość późno, około godziny po zachodzie słońca.

### Kryjówki
Latem nocki rude w Polsce zamieszkują głównie dziuple drzew, niekiedy również szczeliny w starych mostach, tylko w dwóch regionach Polski odnotowano je również w skrzynkach lęgowych dla ptaków i nietoperzy. W zachodniej Europie częściej spotyka się je latem w budynkach. W niemieckiej Bawarii znaleziono nawet kolonię rozrodczą nocka rudego w jaskini. Zimą gatunek ten hibernuje w kryjówkach podziemnych – jaskiniach, starych kopalniach, fortyfikacjach, piwnicach i studniach, wybierając w nich miejsca chłodne (3–6 °C), ale wilgotne. Aby dotrzeć do miejsc hibernacji, pokonuje niekiedy odległości do 260 km.

## Ochrona
W Czerwonej księdze gatunków zagrożonych Międzynarodowej Unii Ochrony Przyrody i Jej Zasobów został zaliczony do kategorii LC (ang. Least Concern „najmniejszej troski”). W Polsce jest objęty ścisłą ochroną gatunkową oraz wymagający ochrony czynnej, dodatkowo obowiązuje zakaz fotografowania, filmowania lub obserwacji, mogących powodować płoszenie lub niepokojenie.